# هاري جونز (عالم)
هاري جونز (بالإنجليزية: Harry Longueville Jones)‏ (و. 1806 – 1870 م) هو عالم آثار، وعالم إنسان، من ويلز، توفي عن عمر يناهز 64 عاماً.

## التعليم
تعلم في كلية المجدلية، وكلية سانت جونز.